# Ptychoglossus festae
Ptychoglossus festae là một loài thằn lằn trong họ Gymnophthalmidae. Loài này được Peracca mô tả khoa học đầu tiên năm 1896.